# Sagrada Familia (televisieserie)
Sagrada Familia is een Spaanse televisieserie, die geproduceerd werd voor Netflix en bedacht werd door Manolo Caro. De serie werd gereleased op 14 oktober 2022. In het Engels is de serie bekend onder de naam Holy Family. 

## Verhaal
Het verhaal speelt zich af in de vorige eeuw. Het begint in Melilla in 1998 en speelt zich daarna af in een wijk in de Spaanse hoofdstad Madrid in 1999. Gloria heeft haar zoon Santi verloren. Het enige wat ze nog van hem heeft is zijn zoon. Ze heeft hem ontvoerd en duikt met haar andere twee kinderen onder en probeert naar Canada te vluchten. 

## Rolverdeling
- Najwa Nimri als Gloria Román / Julia Santos
- Alba Flores als Caterina / Edurne
- Carla Campra als Aitana Martínez / Mariana Santos
- Álex García als Germán
- Macarena Gómez alsBlanca
- Álvaro Rico als Marcos Almonacid
- Laura Laprida als Natalia Alberche
- Jon Olivares als Pedro Olivares Simón
- Ella Kweku als Alicia Bainné Olabarrieta
- Nicolás Illoro als Santiago "Santi" Santos
- Iván Pellicer als Abel Martínez / Eduardo Santos
- Miguel Ángel Solá als Fernando Alberche